# Heterolocha
Heterolocha is een geslacht van vlinders van de familie spanners (Geometridae), uit de onderfamilie Ennominae.

## Soorten
- H. aristonaria Walker, 1860
- H. arizana Wileman, 1910
- H. atrivalva Wehrli, 1937
- H. biplagiata Bastelberger, 1909
- H. cinerea Warren, 1896
- H. citrina Prout, 1916
- H. coccinea Inoue, 1976
- H. chrysoides Wehrli, 1937
- H. declinata Prout, 1928
- H. decoloraria Hampson, 1902
- H. disistaria Walker, 1862
- H. elaiodes Wehrli, 1937
- H. epicyrta Fletcher, 1961
- H. falconaria Walker, 1866
- H. fuscofasciaria Leech, 1897
- H. hypochrysea Prout, 1929
- H. hypoleuca Hampson, 1907
- H. jinyinhuaphaga Chu, 1982
- H. jobaphegrapha Wehrli, 1924
- H. laminaria Herrich-Schäffer, 1852
- H. latifasciaria Leech, 1897
- H. lilacina Bastelberger, 1909
- H. lonicerae Prout, 1926
- H. lunilinea Hampson, 1907
- H. marginaria Leech, 1897
- H. marginata Wileman, 1910
- H. notata Warren, 1894

- H. obliquaria Hampson, 1902
- H. patalata Felder, 1874
- H. phaeocelis Wehrli, 1937
- H. phoenicotaeniata Kollar, 1844
- H. pinara Wehrli, 1937
- H. polymorpha West, 1929
- H. pyreniata Walker, 1866
- H. rosearia Leech, 1897
- H. rubrifusa Hampson, 1902
- H. sabulosa Bastelberger, 1909
- H. stulta Butler, 1879
- H. subroseata Warren, 1894
- H. symmetrica Djakonov, 1936
- H. taiwana Wileman, 1910
- H. xerophilaria Püngeler, 1903